# 西電東送
西電東送（せいでんとうそう）は中国の東部沿岸地域（広東、上海、江蘇、浙江、北京、天津、唐山（河北）地区）の電力不足を解消するための大プロジェクトであり、総事業費は1000億元以上といわれる。2000年に採択された第10次5カ年計画の南水北調、西気東輸、青蔵鉄道と並ぶ西部大開発の重要プロジェクトである。

## 西電東送の始まり
中国では改革開放による急速な経済発展による爆発的な電力需要の増加に伴い、特に発展が著しい東部沿岸地域では慢性的な電力供給不足に陥っている。このため電力は政府の統制により供給が制限され、計画停電が発生している地域が多数存在している。これは、企業の生産活動にも大きな影響を及ぼしており、中国に進出している日本の企業も現地工場が計画停電により操業停止に追い込まれるなどの影響を受けている。そして、この問題の解決方法として計画されたのが、西部（貴州、雲南、広西、四川、内蒙古、山西、陝西）に豊富に存在する水、石炭資源を利用して水力・火力により発電するというものである。火力発電などは石炭資源の豊富な陝西、山西、内蒙古西部などの中国西北部に集中し、水資源の豊富な中国西南部、中南部、西北部には三峡ダムを中心に水力発電を集中するのである。これらの地域で発電された電力を東部沿岸地域に華北、華東、華南の3つのルートを用いて送電し、電力不足を解消する西電東送という壮大な計画が始まったのである。

## 北通道
内蒙古、山西、西北地区（黄河上流）→北京、天津（華北、山東）
内蒙古自治区、山西省の火力発電所、黄河中上流域の水力発電所から北京・天津への送電網建設計画。

## 中通道
長江、金沙江流域→上海周辺（華中、華東）
2009年完成の世界最大の三峡ダムと金沙江流域における水力発電を中心とした計画で、上海、江蘇、浙江への送電網を建設し、四川、重慶、湖北で発電された電力を送電し電力不足解消を狙った計画。三峡ダムだけで1820万キロワットの発電能力を持ち中国の電力需要の一割を賄う。

## 南通道
貴州、雲南、広西→広東
雲南、貴州、広西の境界地帯にある天生橋水力発電所から広東省に1000万キロワットの電力を送る計画。